# 862

## Události
- Rastislav poslal poselstvo k byzantskému císaři Michaelovi III. s žádost, aby mu poslal „biskupa a učitele“ křesťanství.
- Otfried z Weissenburgu přeložil do němčiny Nový zákon

## Úmrtí
- 13. dubna – Donald I., král skotský (* 812)

## Hlavy státu
- Velkomoravská říše – Rostislav
- Papež – Mikuláš I. Veliký
- Anglie
  - Wessex – Kent – Ethelbert
  - Mercie – Burgred
- Skotské království – Donald I. – Konstantin I.
- Východofranská říše – Ludvík II. Němec
- Západofranská říše – Karel II. Holý
- První bulharská říše – Boris I.
- Kyjevská Rus – Askold a Dir
- Byzanc – Michael III.
- Svatá říše římská – Ludvík II. Němec